# Calonimo
Calonimo di Alessandria (greco: Καλώνυμος 'Αλεξανδρεύς) (Alessandria d'Egitto, ... – Costantinopoli, ...; fl. VI secolo) è stato un comandante navale bizantino, noto per aver guidato la flotta durante la guerra vandalica (533-534).
La principale fonte che ci parla di lui è Procopio.

## Biografia
Calonimo era probabilmente nativo di Alessandria d'Egitto, capitale della diocesi d'Egitto. Nel 533 fu assegnato al comando della marina bizantina nel corso della guerra vandalica. La missione era quella di trasportare le truppe di Belisario fino al regno vandalo del Nordafrica. Procopio cita in dettaglio la forza navale che governava: "E per l'intera forza furono necessarie 500 navi, nessuna delle quali era in grado di trasportare più di 50 000 medimni, e nessuna meno di 3000. Ed in tutto sulle navi vi erano 30 000 marinai, soprattutto egizi e Ioni, e Cilici, ed un comandante fu nominato alla guida di tutte le navi, Calonimo di Alessandria. Ed avevano anche navi da guerra pronte per le battaglie navali, in numero di novantadue, ed erano coperte da ponti, in modo che gli uomini che vi si trovavano potevano non essere esposti ai colpi del nemico. Queste navi erano chiamate "dromones" da coloro che vissero in quel periodo; erano in grado di raggiungere grandi velocità. In queste navigavano 2000 uomini di Bisanzio, tutti vogatori e combattenti; per cui non esisteva un solo uomo superfluo tra loro".
Anche se questa descrizione non gli fornisce un titolo specifico, in seguito viene chiamato navarch ("capo delle navi", ammiraglio). Il passaggio citato recita: "Procedendo da qui era impossibile distinguere le navi. Le alte rocce che si estendevano in mare costringevano i marinai a fare lunghi giri, e c'era un lungo promontorio, nel quale si trovava la città di Hermes. Belisario comunque ordinò ad Archelao, il prefetto, ed a Calonimo, l'ammiraglio, di non andare a Cartagine, ma di restare circa a 200 stadi finché non li avesse chiamati. E partendo da Grasse giungemmo il quarto giorno a Decimum, a settanta stadi da Cartagine".
Durante la caduta di Cartagine, capitale del regno dei Vandali, si dice che Calonimo abbia saccheggiato le proprietà dei mercanti locali, violando quindi un ordine di Belisario. Procopio dice che "Belisario aveva impedito l'entrata [di soldati] per proteggersi dalle imboscate del nemico, ed anche per impedire ai soldati di dedicarsi al saccheggio, come avrebbero invece fatto occultati dalla notte. Quel giorno, dato che si sollevò un vento da est, le navi raggiunsero il promontorio, ed i Cartaginesi, che già avevano avvistato, rimossero le catene di ferro dal porto che chiamarono Mandracium, e permisero alla flotta di entrare. ... Qui giunsero al crepuscolo e si ancorarono, tranne il fatto che Calonimo ed alcuni dei suoi marinai, senza tener conto del generale e degli altri, sbarcarono segretamente a Mandracium, con nessuno che osò impedirglielo, e saccheggiarono le case dei mercanti sul mare, sia stranieri che Cartaginesi".
Calonimo proclamò la sua innocenza sotto giuramento, e fu liberato. Secondo Procopio Calonimo era colpevole, e tenne per sé tutto quello che aveva rubato. Fece ritorno a Costantinopoli, dove morì. Procopio dice: "Nei giorni seguenti Belisario ordinò di sbarcare a chi stava sulle navi, e dopo aver schierato l'intero esercito in formazione marciò su Cartagine; temeva di incontrare gruppi di nemici. Qui ricordò a lungo ai soldati la grande fortuna che gli sarebbe toccata per aver trattato bene i libici, e li esortò a mantenere attentamente l'ordine a Cartagine. Questo era dovuto al fatto che i libici erano stati Romani in precedenza, ed erano caduti sotto il dominio dei Vandali contro la loro volontà, patendo sofferenze ed oltraggi per mano di questi barbari. Per questo motivo l'imperatore aveva dichiarato guerra ai Vandali, e non voleva provocare sofferenza a coloro la cui libertà era stata la base della guerra ai Vandali. ... E Belisario obbligò Calonimo con un giuramento a confessare i propri furti. E Calonimo, giurando il falso, al momento si prese il denaro che aveva saccheggiato, ma non molto dopo pagò il giusto prezzo a Bisanzio. Colpito da apoplessia divenne pazzo e perse l'uso della propria lingua prima di morire. Ma questo accadde in seguito".